# Az ember, akit Ottónak hívnak
Az ember, akit Ottónak hívnak (eredeti cím: A Man Called Otto) 2022-ben bemutatott amerikai filmvígjáték-dráma, amely Fredrik Backman 2012-es Az ember, akit Ovénak hívnak című regénye alapján készült. Marc Forster rendezte, Tom Hanks, Rita Wilson, Gary Goetzman és Fredrik Wikström Nicastro produceri segédletével. A forgatókönyvet David Magee írta, a zenéjét Thomas Newman szerezte. A főbb szerepekben Tom Hanks, Mariana Treviño, Rachel Keller és Manuel Garcia-Rulfo látható. Ez a regény második filmadaptációja, Az ember, akit Ovénak hívnak (2015) című svéd film után.
A forgatás 2022 februárjában kezdődött a pennsylvaniai Pittsburghben, és 2022 májusában fejeződött be.
Az Amerikai Egyesült Államokban 2022. december 29-én mutatta be a Sony Pictures Releasing. Magyarországon 2023. január 12-én került a mozikba. Általánosságban kedvező visszajelzéseket kapott a kritikusoktól és világszerte 109 millió dolláros bevételt ért el 50 milliós költségvetés mellett.

## Cselekmény
|  | Alább a cselekmény részletei következnek! |

Otto mogorva középkorú férfi, Pittsburgh egyik külvárosában él. A szabályok és a megszokott eljárások híve, büszke arra, hogy rendet és tisztaságot tart fenn a közösségében. Emellett próbál megbirkózni Sonya nevű feleségének nemrégiben bekövetkezett halála miatti gyászával.
Gorombasága ellenére Otto kedves és együttérző ember, akit a környezetében élők gyakran félreértenek. Sűrűn kerül összetűzésbe szomszédaival, köztük egy fiatal családdal, két kisgyerekkel, egy rakoncátlan macskával, valamint egy terhes nővel és annak férjével.
Egy nap Otto világa a feje tetejére áll, amikor egy új család költözik a szomszédba. A család egy életvidám fiatal nőből, annak férjéből és két kislányából áll. A kezdeti idegenkedése ellenére Otto közel kerül hozzá és a családhoz. Kezdi elfogadni az élet örömeit, illetve a másokkal való kapcsolatteremtést.
Ahogy Otto elmélyíti kapcsolatát a szomszédaival, egyre többször vesz részt az életükben és segít nekik leküzdeni nehézségeiket. Segít a családnak rendbe hozni a házukat és még macskájukat is befogadja.
A saját küzdelmei és kudarcai ellenére Otto vigaszt és célt talál abban, hogy segít másokon, és újra felfedezi az élet szeretetét. Végül megtanul túllépni fájdalmán, és elfogadja a jelen pillanatban való élet örömét.
|  | Itt a vége a cselekmény részletezésének! |

## Szereplők
| Szereplő                   | Színész                   | Magyar hang        |
| -------------------------- | ------------------------- | ------------------ |
| Otto Anderson              | Tom Hanks                 | Kőszegi Ákos       |
| Otto Anderson              | Truman Hanks (fiatalon)   | Sikó Koppány       |
| Marisol                    | Mariana Treviño           | Németh Borbála     |
| Sonya                      | Rachel Keller             | Mentes Júlia       |
| Tommy                      | Manuel Garcia-Rulfo       | Makranczi Zalán    |
| Otto apja                  | Ira Amyx                  | Turi Bálint        |
| Taylor                     | Lily Kozub                | Kanyó Kata         |
| Malcolm                    | Mack Bayda                | Miller Dávid       |
| Jimmy                      | Cameron Britton           | Elek Ferenc        |
| Anita                      | Juanita Jennings          | Menszátor Magdolna |
| Anita                      | Emonie Ellison (fiatalon) | Mikecz Estilla     |
| Andy                       | Max Pavel                 | Hamvas Dániel      |
| Barb                       | Kailey Hyman              | Staub Viktória     |
| Főnök                      | Peter Sipla               | Böröndi Bence      |
| Kézbesítő                  | Cindy Jackson             | Garami Mónika      |
| Luna                       | Christiana Montoya        | Tanka Natália      |
| Abbie                      | Alessandra Perez          | Bak Julianna       |
| A Dye & Merika ingatlanosa | Mike Birbiglia            | Dévai Balázs       |
| A Dye & Merika munkatársa  | David Magee               | Kapácsy Miklós     |

Magyar változat
A szinkront a Mafilm Audio Kft. készítette.
- Magyar szöveg: Tóth Tamás[13]
- Hangmérnök: Jacsó Bence
- Vágó: Simkóné Varga Erzsébet
- Gyártásvezető: Hódos Edina
- Szinkronrendező: Dóczi Orsolya
- Produkciós vezető: Hagen Péter
- Felolvasó: Pál Tamás

## Bemutató
2022. december 29-én New Yorkban és Los Angelesben debütált limitált számú moziban, majd 2023. január 13-án a Sony Pictures Releasing szélesebb körben is bemutatta az Egyesült Államokban. A bemutató eredetileg 2022. december 25-re volt kitűzve, később december 14-re, végül pedig december 29-re csúsztatták.

### Médiakiadás
2023. február 28-án jelent meg Video on Demand-on. 2023. március 14-én került forgalomba Blu-ray és DVD formátumban. 2023. május 7-én debütált a Netflixen az Egyesült Államokban.

## Fordítás
Ez a szócikk részben vagy egészben  az   A Man Called Otto című angol Wikipédia-szócikk fordításán alapul.  Az eredeti cikk szerkesztőit annak laptörténete sorolja fel. Ez a jelzés csupán a megfogalmazás eredetét és a szerzői jogokat jelzi, nem szolgál a cikkben szereplő információk forrásmegjelöléseként.